# Bajor Johanna cseh királyné
Bajor Johanna (1356–1386. december 31.) német királyné, IV. Vencel cseh király első felesége.

## Családja
Szülei: I. (Wittelsbach) Albert bajor herceg és első neje, Briegi Margit legnicai hercegnő második gyermeke és második leánya. A szülők valamikor 1353. július 19. után házasodtak össze.
Apai nagyszülők: IV. Lajos német-római császár és második felesége, Holland Margit hainaut-i és holland grófnő
Anyai nagyszülők: I. (Piast) Lajos legnicai herceg és Głogów-Żagań Ágnes hercegnő

## Élete
Johanna 1370. szeptember 29-én hozzáment az akkor 9 esztendős jövendőbeli IV. (Luxemburg) Vencel cseh királyhoz. (Vencel édesapja, IV. Károly német-római császár először azt tervezte, hogy fia felesége Nürnbergi Erzsébet várgrófnő lesz, ám ő végül 1374-ben a leendő német király, Wittelsbach Rupert hitvese lett.)
Édesapja 1378-ban bekövetkező halála után Vencel megörökölte mind a cseh, mind pedig a német-római koronát. 1373-ban a kisfiú lett Brandenburg következő választófejedelme, 1383-tól pedig Luxemburg hercege. Tizenhat éven át tartó frigyük sajnos gyermektelen maradt, állítólag a király terméketlensége miatt.
Johanna 1386. december 31-én, 30 éves korában távozott az élők sorából. Özvegye fényűző temetést rendezett neki a Žebrák várában. Földi maradványait később átszállították a prágai várba. A már régóta fiúörökösre áhítozó uralkodó 1389. május 2-án ismét megnősült. Új felesége Johanna egyik unokatestvére, a körülbelül 13 esztendős Wittelsbach Zsófia bajor hercegnő lett. 30 évig tartó házasságuk szintén meddő maradt, ezért a király 1419-ben bekövetkezett halála után a cseh trónt Luxemburgi Zsigmond német-római császári herceg, Anjou Mária magyar királynő özvegye foglalhatta el. 1378-tól Zsigmond megkapta a brandenburgi választófejedelem rangot is. 1400-tól Wittelsbach Rupert (Nürnbergi Erzsébet férje) lett az új német király. A luxemburgi hercegi címet 1388-tól Luxemburgi Jobst morva őrgróf viselhette.